# Wilhelm Grothaus
Wilhelm Grothaus (* 17. November 1893 in Herten; † 28. November 1965 in Recklinghausen) war ein deutscher KPD/SED-Politiker und Opfer des Nationalsozialismus und des Stalinismus.

## Herkunft und Ausbildung
Wilhelm Grothaus wurde in Herten als Sohn eines Bergarbeiters und einer Landarbeiterin geboren und wuchs auch dort auf. Von 1900 bis 1907 besuchte er die Volksschule. Nachdem er Soldaten, welche gegen streikende Arbeiter eingesetzt waren, mit Steinen beworfen hatte, musste sich sein Vater deshalb 1905 vor Gericht wegen Landfriedensbruchs verantworten. Zwischen 1907 und 1911 arbeitete Grothaus als Landarbeiter und begann danach eine Lehre als Steinsetzer. Ab 1912 war er als Gerichtsschreiber beschäftigt, unterbrochen von der kurzfristigen Tätigkeit als Gewerkschaftsangestellter. 1914 wurde er zum Militärdienst eingezogen. Von 1916 bis 1920 war er am Wirtschaftsamt von Herten beschäftigt. Am 5. Januar 1922 heiratete er Friederike Rüffer in Wanne-Eickel.

## Parteimitgliedschaft und Berufsleben
1918 oder 1919 war er in die Sozialdemokratische Partei Deutschlands (SPD) eingetreten. Nach seiner Schulzeit hatte er neben seinen beruflichen Tätigkeiten laufend Abendschulkurse belegt.  Von 1920 bis 1922 war er in einer Steinkohlenzeche als Lohnbuchhalter angestellt, bevor er die nächsten vier Jahre Geschäftsführer einer Wein- und Spirituosenhandlung in Recklinghausen wurde. 1926 wechselte er als Geschäftsführer einer sozialdemokratischen Wohnungsbaugesellschaft nach Berlin. Nach einem erneuten Wechsel des Arbeitgebers war er bis 1934 bei der „Gemeinnützigen Wohnungsfürsorge des Reichsbundes Deutscher Mieter e.V“ beschäftigt. In Berlin lernte er Georg Schumann kennen, der sein weiteres Leben beeinflusste. Wohl auf dessen Veranlassung trat Grothaus nach langjähriger SPD-Mitgliedschaft 1932 in die KPD ein. Seine Arbeitsstelle beim Reichsbund deutscher Mieter musste er 1934 aufgeben, weil er nach der Machtergreifung aus Berlin ausgewiesen wurde. Er zog mit seiner Frau nach Dresden, wo er Geschäftsführer einer Verlagsanstalt wurde. Von 1937 bis 1939 war er arbeitslos. In der Zeit um 1939/40 war er Geschäftsführer eines Radebeuler Schulbuchverlags und Anfang 1940 Angestellter des Dresdner Finanzamts. Ab März 1940 war er Buchhalter im Stahlbaubetrieb Kelle & Hildebrandt in Dresden.

## Widerstand
In Dresden war er weiterhin im Widerstand gegen den Nationalsozialismus tätig. Er traf dort wieder Georg Schumann, der nach seiner Entlassung aus dem KZ Sachsenhausen in Leipzig arbeitete und dort eine Widerstandsgruppe gegründet hatte, die sich am Nationalkomitee Freies Deutschland orientierte. 1943 gründete und leitete Grothaus in Dresden eine Untergruppe der Schumann-Engert-Kresse-Gruppe. Die gesamte Gruppe wurde wahrscheinlich aus den eigenen Reihen heraus im Frühjahr 1944 an die Gestapo verraten. Grothaus beschuldigte später Kurt Sindermann als Verräter. Im März desselben Jahres wurde auch Grothaus verhaftet und kurze Zeit später seine Frau. Im November 1944 war Schumann mit einigen anderen Gruppenmitgliedern wegen „Vorbereitung zum Hochverrat, Feindbegünstigung und Wehrkraftzersetzung“ vom Volksgerichtshof zum Tode verurteilt und später hingerichtet worden. Der Prozess gegen die Dresdner Gruppe sollte am 18. April 1945 stattfinden. Während der Luftangriffe auf Dresden ab dem 13. Februar gelang Grothaus die Flucht aus dem Gefängnis und er schaffte es, nach Westfalen zu fliehen, wo er das Kriegsende erlebte.

## Leben in der DDR
Im Juni 1945 kehrte er nach Dresden zurück, um nach seiner Frau zu suchen. Anfänglich arbeitete er wieder bei Kelle & Hildebrandt und wurde Vorsitzender einer Wohnparteiorganisation der KPD. Als anerkanntes Opfer des Faschismus und redegewandtes KPD-Mitglied machte er in der Sowjetischen Besatzungszone (SBZ) dann schnell Karriere. Über die Stationen als Direktor des Dresdner Finanzamtes, Leiter der Landtagswahlen 1946 im Bezirk Meißen, stieg er im Landwirtschaftsministerium der DDR in der Abteilung Bodenreform in der Zeit von 1947 bis 1950 zum Ministerialdirigenten auf. 1950 fiel er bei der DDR-Führung in Ungnade, nachdem sein vorgesetzter Minister Reinhard Uhle in den Westen geflüchtet war und sich damit einer drohenden Verhaftung entzogen hatte. Grothaus wurde „mangelnde Wachsamkeit“ und „Nichterfüllung des Parteiauftrags und Gefährdung der Staatssicherheit“ vorgeworfen. Die weiteren Vorwürfe der Korruption und Bestechlichkeit entbehrten jeglicher Grundlage. Das Verfahren endete mit einer fristlosen Entlassung aus dem Staatsdienst und einer strengen Rüge, verbunden mit dem zweijährigen Verbot jeglicher Funktion in Staat und Partei.

### 17. Juni
Grothaus ging als Buchhalter zurück zu Kelle & Hildebrandt, dessen Besitzer nach dem Volksentscheid in Sachsen 1946  enteignet wurden und der als Volkseigener Betrieb weitergeführt wurde. Wegen seines selbstlosen Einsatzes für die Belange der Arbeiter gewann er dort schnell die Achtung der Belegschaft. Während des Aufstands am 17. Juni 1953 wurde er von dieser zum Vorsitzenden der Kommission gewählt, welche die Forderungen nach freien Wahlen und Freilassung politischer Gefangener vortragen sollte. Als Redner im VEM Sachsenwerk hatte er ein Rededuell mit dem Alterspräsidenten der Volkskammer Otto Buchwitz. Buchwitz wollte die Arbeiter von Streiks und Demonstrationen abhalten und wurde dafür ausgepfiffen, während Grothaus für seinen Vorschlag, auch im Sachsenwerk eine Kommission zu wählen und die Forderungen gemeinsam durchzusetzen, Beifall erhielt.
In der folgenden Nacht wurde Grothaus vom Ministerium für Staatssicherheit verhaftet und in einem sowjetischen Militärgefängnis inhaftiert. Später wurde er wieder der Stasi übergeben, die ihn in endlosen Verhören zu einem Geständnis zwang, dass er „die Initiative an sich gerissen habe“, um „reaktionäre Forderungen“ zu stellen, und somit „Initiator faschistischer Provokationen“ war. In einem Schauprozess vor dem 1. Strafsenat des Bezirksgerichts Dresden gegen ihn und andere Mitglieder der Streikleitung, bei dem die Urteile vor Beginn feststanden, wurde er am 23. Juli 1953 zu fünfzehn Jahren Zuchthaus verurteilt. In der Sächsischen Zeitung wurde er daraufhin als „gewissenloser Verräter an der Arbeiterklasse“ diffamiert, der sich als SED-Mitglied raffiniert getarnt habe, um dann sein wahres Gesicht als „Verräter an den Interessen der Arbeiterklasse“ zu zeigen. Nachdem er von den Nationalsozialisten fast ermordet worden war, wurde ihm vorgeworfen, er habe die „faschistische Diktatur wieder errichten wollen“. Als Warnung schrieb die Zeitung, dass Verräter aus den eigenen Reihen härter bestraft würden als „alte Faschisten“. Sich solidarisierenden Arbeitern aus dem Sachsenwerk, welche sich bei einer sowjetischen Arbeiterdelegation für Grothaus einsetzen wollten, wurde gesagt, dass schon Hitler sich Forderungen der Arbeiter aufdringlich und provokativ auf seine Fahnen geschrieben hatte.
Wilhelm Grothaus wurde von dem Urteil und den öffentlichen Diffamierungen hart getroffen. Dies schrieb er an den Bezirksstaatsanwalt, gegenüber dem er betonte, sein ganzes Leben lang nur für die Arbeiterbewegung gekämpft zu haben und dass er in der DDR den herbeigesehnten Staat gesehen habe. Von den SED-Machthabern wurde er wie ein gewöhnlicher Verbrecher behandelt. Im Juni 1960 wurde ein Gnadengesuch von ihm mit der Begründung abgelehnt, dass die Gemeingefährlichkeit seiner Tat eine vorzeitige Haftentlassung ausschließen würde. Nach dem Tod Wilhelm Piecks wurde er im Rahmen eines allgemeinen Gnadenerlasses am 15. November 1960 begnadigt. Wenige Tage später konnte er das Zuchthaus Waldheim verlassen.

## Rückkehr nach Herten
Tief enttäuscht vom Kommunismus und seinem herbeigesehnten Staat ging er daraufhin zurück in seine Heimatstadt Herten in Westdeutschland.
Obwohl durch die Haft körperlich und auch seelisch angeschlagen, schonte er sich nicht. Ehemalige Mithäftlinge, die weiter in der DDR lebten, unterstützte er mit Paketsendungen und hielt Vorträge, um über das wahre Wesen des Stalinismus und später des sogenannten Realsozialismus aufzuklären.
Grothaus starb 1965 in Recklinghausen, ohne dass seine Hoffnung auf ein Wiedersehen mit in der DDR gebliebenen Haftkameraden in Erfüllung gegangen war.

## Werke
- Wohnungsbauten der Gemeinnützigen Wohnungsfürsorge des Reichsbundes Deutscher Mieter e. V. Rhenania-Verlag Th. P. Braun, Düsseldorf 1930.